# روي ماكباين
روي ماكباين (بالإنجليزية: Roy McBain)‏ هو لاعب كرة قدم بريطاني في مركز الوسط، ولد في 7 نوفمبر 1974 في أبردين في المملكة المتحدة. لعب مع دندي يونايتد ونادي إنفرنيس ونادي بريتشين سيتي ونادي دندي ونادي روس كاونتي.

## وصلات خارجية
- روي ماكباين على موقع قاعدة بيانات كرة القدم.إي يو (الإنجليزية)
- روي ماكباين على موقع Soccerbase.com (لاعب) (الإنجليزية)